# Nguyễn Lưu Viên
Nguyễn Lưu Viên (21 tháng 11 năm 1919 – 18 tháng 9 năm 2017) là bác sĩ, nhân sĩ, chính khách Việt Nam Cộng hoà. Ông từng là Đệ Nhất Phó Thủ tướng Việt Nam Cộng hòa từ năm 1969 đến năm 1975, Trưởng đoàn Việt Nam Cộng hòa tại Hội nghị La Celle Saint Cloud trong chính phủ của Thủ tướng Trần Thiện Khiêm.

## Tiểu sử
Nguyễn Lưu Viên sinh năm 1919 trong một gia đình giàu có tại Trà Vinh, Nam Kỳ, Liên bang Đông Dương.
Ông có bằng bác sĩ trước khi tham gia hoạt động chính trị. Ông từng gia nhập nhóm Caravelle, một tổ chức tự do tiến bộ trong giai đoạn 1960–1963 của Việt Nam Cộng hoà.
Trong giai đoạn Đệ nhị Việt Nam Cộng hoà, ông giữ nhiều chức vụ quan trọng trong chính phủ của thủ tướng Trần Văn Hương và Trần Thiện Khiêm như Phó Thủ tướng kiêm Tổng trưởng Giáo dục Việt Nam Cộng hòa (1969–1971), Phó Thủ tướng kiêm Trưởng đoàn Việt Nam Cộng hòa tại Hội nghị La Celle Saint Cloud.
Ông kịp thời di tản khỏi Sài Gòn vào cuối tháng 4 năm 1975 trên một tàu Hải quân Việt Nam Cộng hòa trước khi chính phủ của Tướng Dương Văn Minh đầu hàng quân Giải phóng miền Nam Việt Nam. Trước tiên đến Guam, rồi sau chuyển sang Trại Pendleton, tu nghiệp ở Oklahoma và hành nghề bác sĩ 11 năm tại Bệnh viện Baptist, Union City, tiểu bang Tennessee. Sau khi về hưu ở Virginia năm 1988, ông sống ẩn dật, ít tiếp xúc bên ngoài, chỉ thỉnh thoảng xuất hiện trong một vài cuộc phỏng vấn. Ông qua đời tại nhà riêng ở tuổi 97 tại Springfield, Virginia vào ngày 18 tháng 9 năm 2017.